# Lysiteles silvanus
Lysiteles silvanus är en spindelart som beskrevs av Ono 1980. Lysiteles silvanus ingår i släktet Lysiteles och familjen krabbspindlar. Inga underarter finns listade i Catalogue of Life.